# Patrick Grossmann (Politiker)
Patrick Grossmann (* 10. Juni 1976 in Nürnberg) ist ein deutscher Politiker (CSU) und seit Oktober 2023 Mitglied des Bayerischen Landtags. Von 2008 bis 2023 war er Erster Bürgermeister der Gemeinde Sinzing. 

## Ausbildung und Berufstätigkeit
Patrick Grossmann erwarb 1995 die Fachhochschulreife in Regensburg. Nach dem Wehrdienst absolvierte er 1997 eine Ausbildung zum Versicherungskaufmann bei der Allianz sowie ein duales Studium im Fachbereich Betriebswirtschaftslehre. Nach dem Abschluss zum Versicherungsbetriebswirt war er von 2005 bis 2008 als Firmenkundenbetreuer bei der Versicherungskammer Bayern tätig.
Patrick Grossmann ist römisch-katholischer Konfession, verheiratet und Vater von drei Kindern.

## Politische Laufbahn
2001 trat Patrick Grossmann in die CSU ein. Seit 2008 ist er Mitglied der Kommunalpolitischen Vereinigung (KPV) der CSU Regensburg-Land. Seit 2009 ist er Mitglied im Kreisvorstand der CSU Regensburg-Land. 2014 wurde er in den Kreistag des Landkreises Regensburg gewählt und gehört dem Kreistag seither an. 2015 übernahm er den Vorsitz der Kommunalpolitischen Vereinigung der CSU Regensburg-Land. Seit 2022 gehört er außerdem der Mittelstands-Union der CSU Regensburg-Land und seit 2023 auch dem Bezirksvorstand der CSU Oberpfalz an.
2008 wurde er zum Ersten Bürgermeister der Gemeinde Sinzing im Landkreis Regensburg gewählt. Dieses Amt legte er nach seiner Wahl in den Landtag 2023 nieder.
Bei der Landtagswahl am 8. Oktober 2023 gewann Patrick Grossmann das Direktmandat für den Stimmkreis Regensburg-Land. In seiner ersten Legislaturperiode im Bayerischen Landtag gehört er dem Ausschuss für Staatshaushalt und Finanzfragen an.